# Geispolsheim
Geispolsheim (Gäispítze in alsaziano) è un comune francese di 7 561 abitanti situato nel dipartimento del Basso Reno nella regione del Grand Est.

## Storia

### Simboli
Lo stemma del comune di Geispolsheim si blasona:

## Società

### Evoluzione demografica
Abitanti censiti